# Gambusia zarskei
Gambusia zarskei är en fiskart som beskrevs av Meyer, Schories och Manfred Schartl 2010. Gambusia zarskei ingår i släktet Gambusia och familjen Poeciliidae. Inga underarter finns listade i Catalogue of Life.